# Elsa Regnell
Elsa Albertina Regnell (Stockholm, 29 mei 1889 - aldaar, 1 januari 1967) was een Zweedse schoonspringster die deelnam aan de Olympische Zomerspelen 1912.
Ze eindigde vierde in het onderdeel 10 m torenspringen.